# Danielle, asperger
Danielle, asperger é um romance de 2016 da escritora brasileira Sophia Mendonça. A obra é notável por abordar o Transtorno do Espectro Autista sob a perspectiva de uma adolescente autista. O livro foi o segundo da autora, que já havia lançado "Outro Olhar" em 2015, e é considerado uma das primeiras obras literárias brasileiras a oferecer uma visão íntima do autismo feminino.
Sophia Mendonça escreveu "Danielle, asperger" aos 14 anos de idade, embora o livro tenha sido publicado somente em 2016.

## Enredo
O romance acompanha a vida de Danielle, uma adolescente autista que enfrenta os desafios e as descobertas típicas dessa fase da vida, como a busca por aceitação, os conflitos familiares, a baixa autoestima, a fobia social e transtornos alimentares. A narrativa explora suas crises, ansiedades e superações com um humor ácido e uma ironia aguda, características da protagonista.
Um ponto central da trama é o inesperado encontro de Danielle com sua atriz favorita. Esse encontro desencadeia uma série de eventos que levam a jovem a lidar com suas particularidades e a encontrar seu lugar no mundo. A paixão de Danielle por vilões de novelas e seu refúgio na literatura e no entretenimento artístico também são elementos importantes que demonstram como a arte pode ser uma forma de escapismo e compreensão para ela.
A relação de Danielle com sua família, especialmente com sua mãe, que serve como uma fonte constante de amor e encorajamento, é um aspecto crucial do romance, sublinhando a necessidade de compreensão e aceitação dentro da estrutura familiar para indivíduos no espectro autista.

## Temas e Inspirações
O livro aborda temas como o mundo da fama, a depressão na juventude e o autismo em mulheres, com inspiração nas comédias românticas de Sophie Kinsella e Meg Cabot. Narra a história de uma adolescente autista e seu encontro com a atriz favorita dela, personagem baseada na atriz Lindsay Lohan.

## Recepção
O Coluna Literária, portal ligado à prefeitura de Belo Horizonte, publicou uma crítica comentando sobre o vocabulário simples e a desenvolvuntura da narrativa, apontados como fatores que tornam a leitura acessível e fluída.
Em sua crítica, o jornalista Paulo Fortunato observou que a obra oferece um vislumbre do cotidiano de uma adolescente autista, mas também pode ser interpretada como uma narrativa sobre sonhos, identidade e a busca por um lugar no mundo.
O psiquiatra e pesquisador em autismo Walter Camargos, em sua análise do livro, destaca a dinâmica entre três mulheres – Danielle, sua mãe e a atriz favorita – e como elas se interligam e se transformam ao longo da história.